# 福栄村 (鳥取県)
福栄村（ふくさかえそん）は、鳥取県日野郡にあった村。現在の日野郡日南町の一部にあたる。

## 地理
鬼林山の南麓、石見川支流・九塚川の流域に位置していた。
- 山岳：道後山、名谷山、三国山、妙見山、鷹ノ巣山[2]

## 歴史
- 1889年（明治22年）10月1日、町村制の施行により、日野郡豊栄村、福塚村、神福村が合併して村制施行し、福栄村が発足[1][2]。旧村名を継承した豊栄、福塚、神福の3大字を編成[2]。
- 1959年（昭和34年）4月1日、日野郡伯南町、高宮村、多里村、石見村と合併し、日南町を新設して廃止された[1][2]。合併後、日南町大字豊栄・福塚・神福となる[2]。

### 地名の由来
合併旧村名の各一文字を組み合わせたもの。

## 産業
- 農業[2]
- 産物：米、木炭[2]